# You May Dream
《You May Dream》是LISP的首張單曲，於2011年4月13日由DIVE II entertainment發行。

## 概要
由於前作恋する乙女のカタルシス限定配信，本作是第一塊單一發售的單曲CD，並收錄在LISP的專輯《Light In a Small Prism》內。
此歌是電視動畫《星光少女 極光之夢》片頭曲，由LISP主唱，也是星光少女大型機台背景音樂。

## 收錄曲目
1. You May Dream[3:48]
作詞：池畑伸人；作曲、編曲：長岡成貢
電視動畫《星光少女 極光之夢》片頭曲。
2. You May Dream（Insturmantal）

## 收錄專輯
| 曲名          | 專輯                       | 發售日        |
| ------------- | -------------------------- | ------------- |
| You May Dream | 《Light In a Small Prism》 | 2011年4月27日 |

## 附註
台版《星光少女極光之夢》主題曲由蜜蜂和蝴蝶姐姐陪唱，此歌歌名相同--You May Dream。

## 外部連結
- （日語）LISP OFFICIAL WEB SITE[永久]
- （日語）在Amazon網站對You May Dream的介紹 （页面存档备份，存于）
- 《星光少女》蜜蜂&蝴蝶MV -- Youtube （页面存档备份，存于）